# آمینا پیرانی ماجی
آمینا پیرانی ماجی (ایتالیایی: Amina Pirani Maggi؛ ۱۵ ژانویه ۱۸۹۲ – ۱۰ نوامبر ۱۹۷۹) بازیگر اهل ایتالیا بود.
از فیلم‌هایی که وی در آن نقش داشته است، می‌توان به ایستگاه آخر، میهمان یک‌شبه، همچون برگ‌ها، داستان عشق، ورای عشق، مانون لسکو و کاراواجو اشاره کرد.